# Riteljaure
Riteljaure är en sjö i Gällivare kommun i Lappland och ingår i Luleälvens huvudavrinningsområde. Sjön har en area på 2,58 kvadratkilometer och ligger 492 meter över havet. Riteljaure ligger i Sjaunja Natura 2000-område. Sjön avvattnas av vattendraget Riteljåkkå.

## Delavrinningsområde
Riteljaure ingår i det delavrinningsområde (748656-165555) som SMHI kallar för Utloppet av Riteljaure. Medelhöjden är 549 meter över havet och ytan är 53,67 kvadratkilometer. Det finns inga avrinningsområden uppströms utan avrinningsområdet är högsta punkten. Riteljåkkå som avvattnar avrinningsområdet har biflödesordning 3, vilket innebär att vattnet flödar genom totalt 3 vattendrag innan det når havet efter 309 kilometer. Avrinningsområdet består mestadels av skog (77 procent). Avrinningsområdet har 4,14 kvadratkilometer vattenytor vilket ger det en sjöprocent på 7,7 procent.